# Marie-Alexandrine de Saxe-Weimar-Eisenach
Marie-Alexandrine de Saxe-Weimar-Eisenach (Marie Alexandrine Anne Sophie Auguste Helene Princesse von Sachsen-Weimar-Eisenach) née le 20 janvier 1849 à Weimar, Grand-duché de Saxe-Weimar-Eisenach et morte le 6 mai 1922  à Trzebiechów en Pologne est une princesse de la famille Saxe-Weimer-Eisenach.
Elle pratique la peinture et plusieurs de ses œuvres sont exposées dans des musées des Pays-Bas.

## Biographie

### Famille et jeunesse
Marie-Alexandrine est la fille aînée et le deuxième enfant de Charles-Alexandre grand-duc de Saxe-Weimar-Eisenach et de Sophie d'Orange-Nassau, princesse des Pays-Bas.

Par sa mère, Marie-Alexandrine est la deuxième héritière dans l'ordre de succession du trône des Pays-Bas après son neveu Guillaume-Ernest de Saxe-Weimar-Eisenach, de 1900 à la naissance de Juliana des Pays-Bas en 1909. Il était prévu que son neveu abdique son droit au trône en faveur de la conservation de son titre, Marie Alexandrine devait hériter directement de la couronne néerlandaise à la mort éventuelle de sa cousine Wilhelmine des Pays-Bas, si elle n'avait pas d'enfant mais la naissance de Juliana modifie la succession.

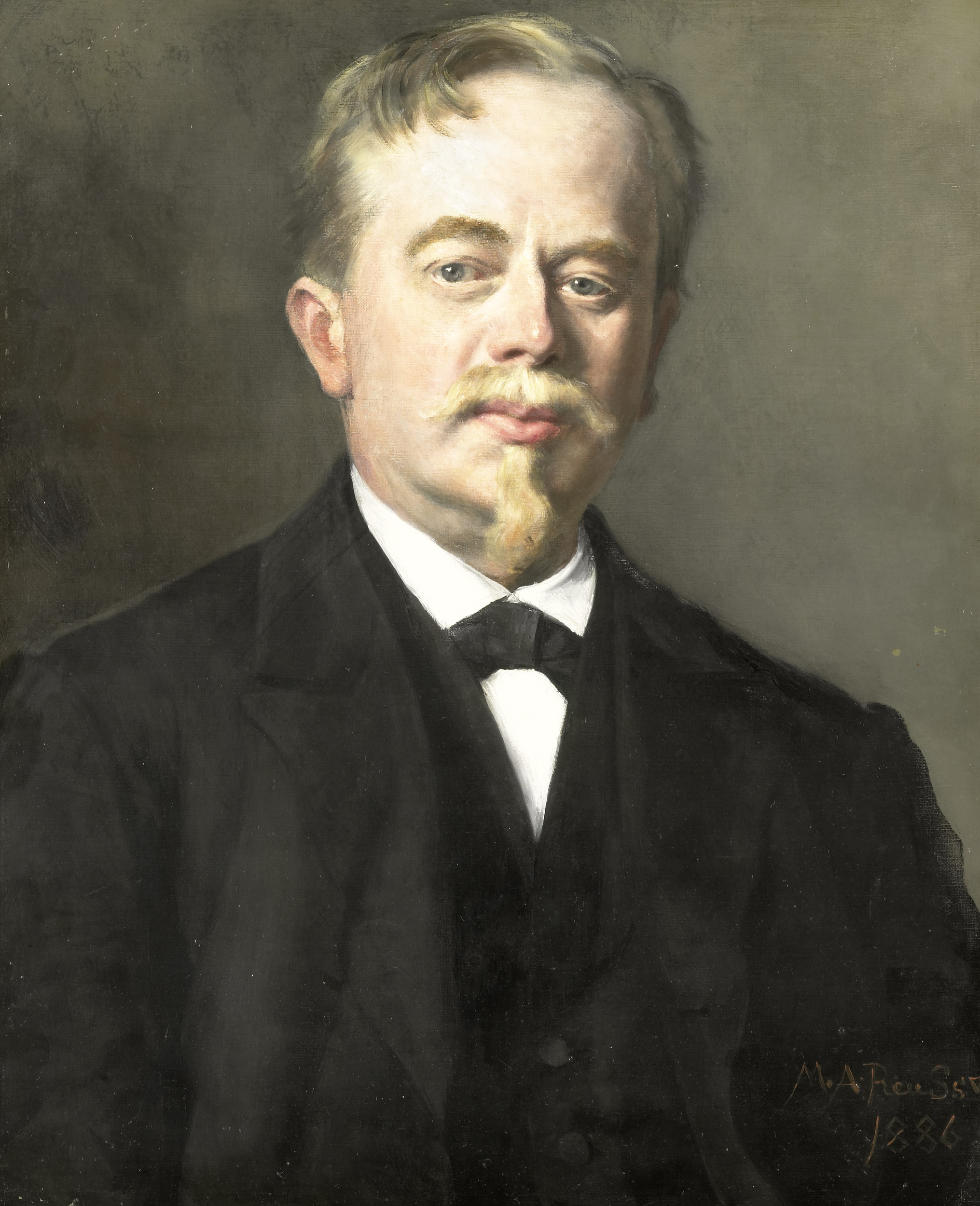
Auguste Allebé (1838-1927). Par Maria Alexandrina Reuss - 1886.

Marie Alexandrine étudie la peinture et réalise en 1886 un portrait du populaire professeur August Allebé, ce qui indique qu'elle a probablement assisté à quelques leçons de son atelier ouvert aux dames à Amsterdam, mais aussi qu'elle n'a pas abandonné la peinture après son mariage. Ce tableau est exposé au Rijksmuseum d'Amsterdam.

### Mariage
Dans sa jeunesse, Marie Alexandrine et sa cousine, la princesse Pauline de Saxe-Weimar-Eisenach, sont considérées comme des épouses possibles pour Albert Édouard, prince de Galles (futur Édouard VII roi du Royaume-Uni). Mais la mère d'Albert Édouard, la reine Victoria, estime que les dents de Marie Alexandrine sont « presque noires » ; les deux filles sont considérées comme gentilles, mais « délicates et pas jolies ». Le prince épouse plus tard la princesse Alexandra du Danemark.

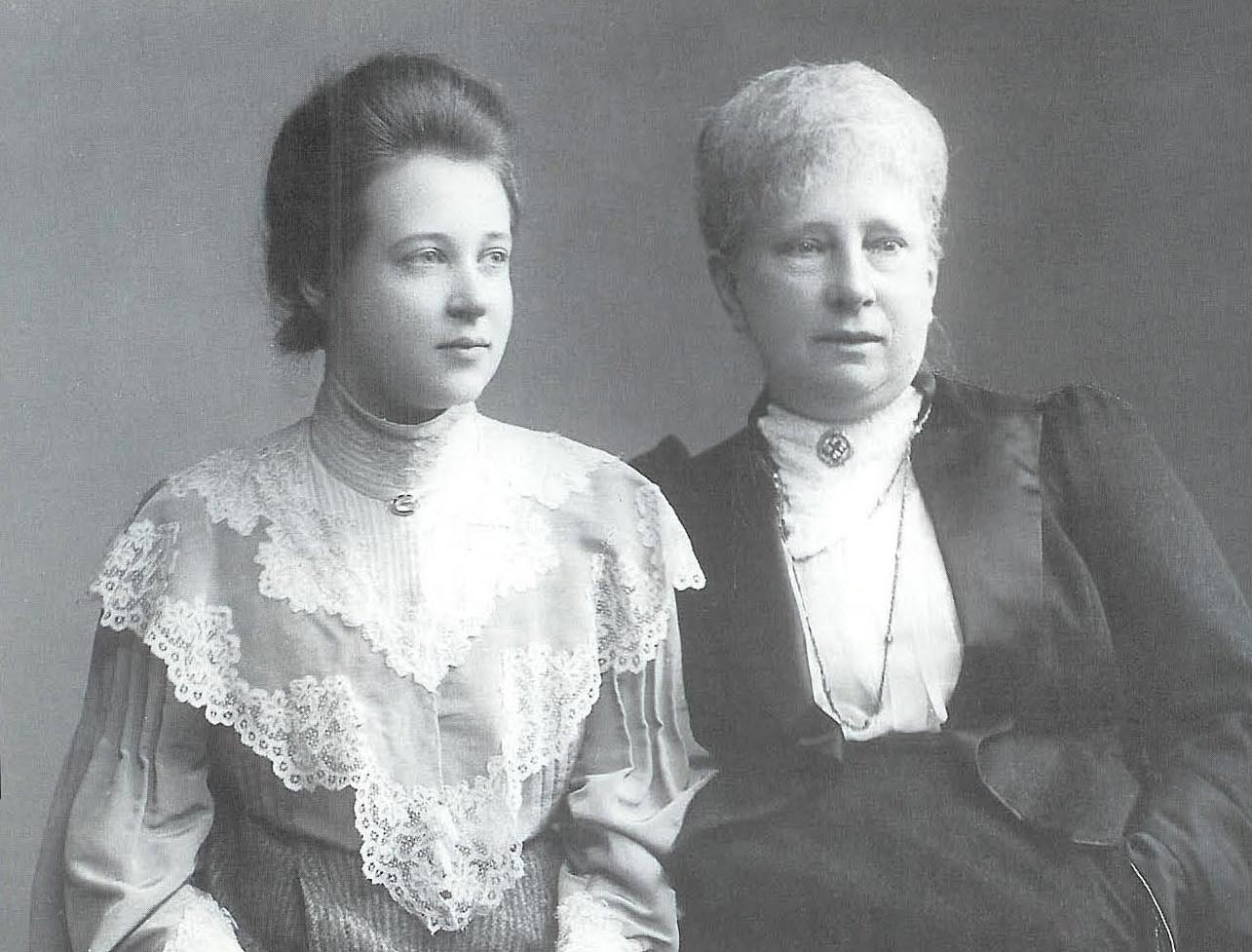
Sophie Renate de Reuss et sa mère Marie Alexandrine - avant 1913.

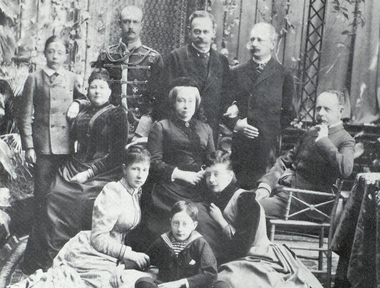
Portrait de la famille royale de Saxe-Weimar-Eisenach vers 1886.

Le 6 février 1876 à Weimar, Marie Alexandrine épouse le prince Henri VII Reuss de Köstritz. Ensemble ils ont six enfants :
- Fils (1877) ;
- Henri XXXII Reuss de Köstritz (en) (1878-1935) ; épouse la Marie-Adélaïde de Lippe (en) (1895-1993) ;
- Henri XXXIII Reuss de Köstritz (en) (1879-1942) ; épouse d'abord la princesse Victoria-Marguerite de Prusse (1890-1923) et ensuite Allene Tew (1876-1955) ;
- Princesse Johanna Reuss de Köstritz (1882-1883) ;
- Princesse Sophie Renate Reuss de Köstritz (1884-1968) ; épouse le prince Heinrich XXXIV Reuss (1887-1956) ;
- prince Henri XXXV Reuss de Köstritz (1887-1936) ; épouse la princesse Marie de Saxe-Altenbourg (1888-1947, fille du prince Albert de Saxe-Altenbourg) et en second lieu la Marie-Adélaïde de Lippe (en) (1895-1993).

### Succession des Pays-Bas
À la mort de Guillaume III des Pays-Bas, sa fille Wilhelmine des Pays-Bas devient reine à l'âge de dix ans. Wilhelmine épouse le duc Henri de Mecklembourg-Schwerin en 1901, mais le mariage reste sans enfant pendant près de dix ans. Ainsi, entre 1890 et 1909, les héritiers du trône néerlandais sont d'abord la mère de Marie Alexandrine, la princesse Sophie des Pays-Bas, puis, à la mort de celle-ci en 1897, son petit-fils Guillaume-Ernest de Saxe-Weimar-Eisenach. La question de la succession est devenue particulièrement importante après que la reine Wilhelmine subisse une attaque de typhoïde au début des années 1900.
Guillaume-Ernst déclare cependant à plusieurs reprises qu'il ne souhaite pas hériter du trône si l'occasion lui en est donnée, car la constitution néerlandaise exige qu'il renonce à son titre de grand-duc de Saxe-Weimar-Eisenach,. De ce fait, l'héritier du trône néerlandais est sa tante Marie, suivie de son fils aîné, le prince Heinrich XXXII Reuss de Köstritz,. Comme son fils sert comme lieutenant dans la marine allemande, de nombreuses personnes (en particulier les britanniques et les français) se s'inquiétent des dangers que courent les Pays-Bas si un prince allemand qui a des liens étroits avec la famille royale des Hohenzollern succédait au trône néerlandais. Une publication déplore que si la reine restait sans enfant, la couronne hollandaise « ne manquerait pas de passer en possession d'un prince allemand, dont la naissance, la formation et les affiliations l'auraient naturellement conduit à faire entrer la Hollande dans la sphère de l'Empire allemand, au détriment de son indépendance, à la fois nationale et économique ». À l'époque de ces événements, la princesse Marie est une veuve âgée en mauvaise santé, et l'on spécule sur le fait qu'elle renonce à ses prétentions au trône des Pays-Bas en faveur de son fils aîné, âgé d'une vingtaine d'années.
La reine Wilhelmine fait de nombreuses fausses couches pendant son mariage, ce qui accroît les spéculations sur la succession. La naissance de la princesse Juliana en 1909 a mis fin aux craintes de tous, la succession néerlandaise est désormais assurée pour une autre génération.
La princesse Marie Alexandrine meurt le 6 mai 1922 à Trzebiechów.

## Distinctions
- Ordre de Sainte-Catherine